# Die Füchsin als Klageweib
Die Füchsin als Klageweib ist ein Tiermärchen (AT 37), das aus Alexander Nikolajewitsch Afanassjews Werk Russische Volksmärchen stammt, wo es im ersten Band an Stelle Nr. 21 steht.

## Handlung
Ein alter Mann und eine alte Frau haben eine Tochter, die einmal eine Bohne fallen lässt, aus der daraufhin eine Ranke bis an den Himmel wächst. Der Alte klettert hinauf, schaut sich um, geht umher und will dann auch seine Alte hinaufholen. Also klettert er wieder hinunter, steckt sie in einen Sack, nimmt diesen zwischen die Zähne und klettert wieder hinauf. Der Sack entgleitet seinen Zähnen jedoch und fällt in die Tiefe, woraufhin er schnellstens hinuntereilt, seine Frau aber tot vorfindet. In Trauer beschließt er, nach einem Klageweib zu suchen, verwirft die Gesänge von Bär und Wolf und findet die Füchsin, deren Lied ihm gefällt.
Als Belohnung überreicht der Alte der Füchsin einen Sack mit zwei Hunden, auf denen sich sechs Hühnchen befinden, und als die Füchsin den Sack zum siebenten Mal aufmacht, um sich erneut zu laben, springen die Hunde heraus und greifen sie an. Nach einer Weile kann sie sich unter einem großen Holzklotz in Sicherheit bringen, wo sie ihre Körperteile befragt, was sie denn auf der Flucht für sie getan haben. Ohren, Augen und Beine haben ihr Bestes gegeben, einzig der Schwanz antwortet, dass er sich an Baumstümpfen, Sträuchern und Stämmen festgekrallt hat, damit die Hunde sie einholen. Sodann hängt sie den Schwanz aus ihrem Versteck, wodurch die Hunde sie herausziehen und zerreißen können.

## Hintergrund
Im Deutschen erhielt das Märchen die Titel Die Füchsin als Klageweib und Wie die Füchsin das Klageweib gemacht hat. Gewöhnlich ahmen die Erzähler des Märchens das Brüllen des Bären, die Stimme des Wolfes und den schmeichlerisch-rührenden Klagegesang der Füchsin nach. Der letzte Teil des Märchens, in dem die Füchsin ihren Schwanz befragt, findet sich in einer ganzen Reihe von anderen Fuchsmärchen (Siehe Nr. 8 bei Der Fuchs im Märchen). Der erste Teil des Märchens findet sich auch in dem Buch Russische Märchen von Imogen Delisle-Kupffer, in dem ausschließlich Märchen von Afanassjew gezeigt werden. Der Fuchs erscheint hier als Arzt und bietet an, die Alte wieder zusammenzuflicken, in Wirklichkeit nagt er jedoch heimlich ihre Knochen ab und verschlingt auch noch Mehl und Butter, sodass der Alte nicht nur allein, sondern auch arm ist. Der deutsche Titel lautet Der Fuchs als Arzt.